# Brittiska Guyana i olympiska sommarspelen 1956
Brittiska Guyana deltog med fyra deltagare vid de olympiska sommarspelen 1956 i Melbourne. Ingen av landets deltagare erövrade någon medalj.